# Westchester County Airport

i7
i11
i13
Der Westchester County Airport (IATA-Code: HPN, ICAO-Code: KHPN; auch White Plains Airport) ist der Verkehrsflughafen der amerikanischen Kleinstadt White Plains im Westchester County im US-Bundesstaat New York.

## Lage und Verkehrsanbindung
Der Westchester County Airport befindet sich sechs Kilometer nordöstlich des Stadtzentrums von White Plains und 47 Kilometer nordöstlich des Stadtzentrums von New York City. Er liegt an der Grenze zum US-Bundesstaat Connecticut. Die Interstate 684 und die New York State Route 120 verlaufen westlich des Flughafens.
Der Westchester County Airport wird durch Busse in den Öffentlichen Personennahverkehr eingebunden. Die Route 12 des Bee-Line Bus System fährt ihn regelmäßig an.

## Geschichte
Der Flughafen wurde von 1942 bis 1943 als Basis der United States Army Air Forces errichtet. Er wurde im Februar 1945 für die zivile Nutzung geöffnet. Ab dem Jahr 1952 nutzte die New York Air National Guard den Westchester County Airport militärisch. 1977 übernahm das Unternehmen AFCO AvPORTS den Betrieb des Flughafens. 1983 wurden die Einheiten der New York National Guard zum Stewart Airport verlegt.

## Flughafenanlagen

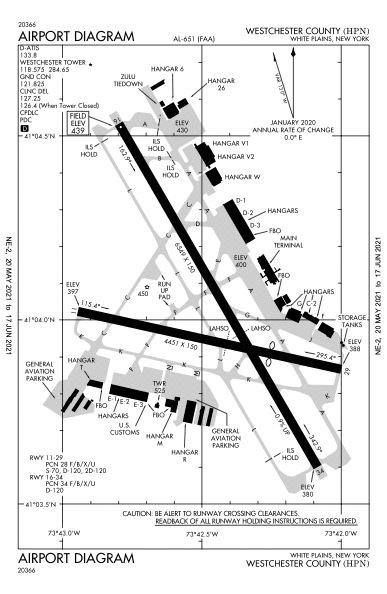
Flughafendiagramm (veraltet)

### Start- und Landebahnen
Der Westchester County Airport verfügt über zwei Start- und Landebahnen. Die Start- und Landebahn 16/34 ist 1996 Meter lang und 46 Meter breit. Die Start- und Landebahn 11/29 ist 1357 Meter lang und 46 Meter breit. Beide Bahnen verfügen über einen Belag aus Asphalt.

### Terminals
Der Westchester County Airport verfügt über ein Passagierterminal. In diesem befinden sich vier Flugsteige. Drei Flugsteige sind mit Fluggastbrücken ausgestattet.

## Fluggesellschaften und Ziele
Der Westchester County Airport wird von den Fluggesellschaften American Eagle, Cape Air, Delta Air Lines, Jetblue Airways, United Express, und Tradewind Aviation genutzt. Den größten Marktanteil hat Jetblue Airways, gefolgt von Delta Air Lines einschließlich Delta Connection, American Eagle und United Express.
Es werden ausschließlich Ziele in den Vereinigten Staaten angeflogen, darunter vor allem die Drehkreuze der einzelnen Fluggesellschaften.

## Verkehrszahlen
| Jahr | Fluggastaufkommen | Flugbewegungen |
| ---- | ----------------- | -------------- |
| 2018 | 1.521.708         | 151.368        |
| 2017 | 1.480.589         | 161.146        |
| 2016 | 1.468.808         | 147.516        |
| 2015 | 1.459.554         | 141.567        |
| 2014 | 1.442.501         | 137.151        |
| 2013 | 1.437.685         | 150.998        |
| 2012 | 1.751.087         | 161.109        |
| 2011 | 1.905.557         | 164.276        |
| 2010 | 1.994.088         | 154.972        |
| 2009 | 1.917.422         | 150.102        |
| 2008 | 1.807.050         | 154.128        |
| 2007 | 1.655.473         | 176.516        |
| 2006 | 1.003.600         | 180.798        |
| 2005 | 908.514           | 179.382        |
| 2004 | 920.346           | 168.418        |
| 2003 | 868.822           | 170.782        |
| 2002 | 930.097           | 167.776        |
| 2001 | 931.444           | 184.948        |
| 2000 | k. A.             | k. A.          |
| 1999 | 1.041.545         | 194.604        |

1. ↑  Bis 2013
2. ↑  Fluggastaufkommen bis 2013, Flugbewegungen bis 2014

### Verkehrsreichste Strecken
| Rang | Stadt                                 | Passagiere | Fluggesellschaft               |
| ---- | ------------------------------------- | ---------- | ------------------------------ |
| 01   | Atlanta, Georgia                      | 146.780    | Delta/Delta Connection         |
| 02   | West Palm Beach, Florida              | 133.260    | JetBlue                        |
| 03   | Orlando, Florida                      | 108.780    | JetBlue                        |
| 04   | Chicago–O’Hare, Illinois              | 081.190    | American Eagle, United Express |
| 05   | Fort Lauderdale, Florida              | 075.580    | JetBlue                        |
| 06   | Charlotte, North Carolina             | 057.670    | American Eagle                 |
| 07   | Detroit, Michigan                     | 052.480    | Delta Connection               |
| 08   | Washington–National, Washington, D.C. | 045.030    | American Eagle                 |
| 09   | Fort Myers, Florida                   | 031.840    | JetBlue                        |
| 10   | Tampa, Florida                        | 030.360    | JetBlue                        |

## Zwischenfälle
- Am 11. Februar 1981 stürzte eine Lockheed L-1329 JetStar (Luftfahrzeugkennzeichen N520S) der Texasgulf Aviation, dem Flugbetrieb des Unternehmens Texasgulf, während des Landeanflugs auf die Landebahn 16 in einen Wald. Dabei wurden beide Crewmitglieder und alle sechs Passagiere, darunter auch der Chief Executive Officer von Texasgulf, getötet.[8][9][10][11]